# Globurău
Globurău – wieś w Rumunii, w okręgu Caraș-Severin, w gminie Mehadia. W 2011 roku liczyła 253 mieszkańców. 